# Stilla min själ
Stilla min själ är en psalm med text av Rabindranath Tagore som är översatt till svenska av Maria Küchen och musik av Francisco Feliciano. 

## Publicerad som
- Nr 910 i Psalmer i 2000-talet under rubriken "Kyrkliga handlingar".